# Allothereua wilsonae
Allothereua wilsonae är en mångfotingart som beskrevs av Dobroruka 1979. Allothereua wilsonae ingår i släktet Allothereua och familjen spindelfotingar.
Artens utbredningsområde är Nepal. Inga underarter finns listade i Catalogue of Life.